# Vanilla annamica
Vanilla annamica är en orkidéart som beskrevs av François Gagnepain. Vanilla annamica ingår i släktet Vanilla och familjen orkidéer. Inga underarter finns listade i Catalogue of Life.